# Ian Lipinski
Ian Lipinski est un navigateur français, né à Paris le 20 septembre 1981, double vainqueur des éditions 2015 (en série) et 2017 (en prototype) de la Mini Transat, et vainqueur avec Adrien Hardy de la Transat Jacques-Vabre 2019 en class40. En 2020, il établit en solitaire un nouveau record sur le Tour des îles britanniques. En 2019, puis encore en 2021, il améliore sur son class40 Crédit mutuel le record de distance parcourue en 24 heures dans cette classe de bateaux.

## Biographie

### Classe Mini série
Ingénieur diplômé de l'ISAE-SUPAERO à Toulouse, passé par le creuset des Glénans et de la croisière, Ian Lipinski s'engage en compétition en 2012 dans la classe Mini 6.50. Il participe aux courses en catégorie série, d'abord sur un Pogo 2 d'occasion, le 539. Sur ce bateau, il gagne avec Charlie Pinot l'édition 2013 de la Mini Fastnet. Cette même année, pour sa première Mini Transat, il chavire par gros temps, de nuit, au large du Portugal. Il doit abandonner son bateau en pleine mer avec des creux de 4 mètres pour être récupéré par un cargo polonais, le Mazury.
Pour poursuivre son objectif de Mini Transat, Ian Lipinski cherche alors un bateau plus moderne. Il choisit de s'impliquer dans un projet innovant, la fabrication d'un nouveau bateau de série, l'Ofcet 6.50, dont il sera le pilote d'essai. Dessiné par l'architecte naval Étienne Bertrand, doté d'une carène puissante, d'une étrave arrondie et d'un redent, l'Ofcet 6.50 est construit par l'équipe de Prépa-Nautic à La Rochelle. Ian Lipinski participe à la construction et à la finition du 866, premier exemplaire de la future série, qui est mis à l'eau en cours de saison 2014. Il le teste en conditions de course d'abord dans la Mini Fastnet puis dans la grande course au large de l'année, un aller-retour en deux étapes entre les Sables d'Olonne et les Açores où lors de l'étape retour, il décroche un podium en catégorie prototype.
L'Ofcet devient officiellement bateau de série en juillet 2015, à la veille de la Transgascogne, une course que Ian Lipinski remporte en gagnant chacune des deux étapes.
Pour la 20e édition de la Mini Transat, Ian Lipinski s'impose largement aux Canaries, terme de la première étape partie de Douarnenez. A l'arrivée à Pointe-à-Pitre, il s'adjuge la victoire finale en terminant second de la deuxième étape,.

### Classe Mini prototype
En 2016, Ian Lipinski reste fidèle à la Classe Mini mais il abandonne la catégorie des bateaux de série pour celle des prototypes. Le 865 sur lequel il court désormais sous les couleurs de Griffon.fr a été construit en 2014 sur un plan de David Raison, l'architecte navigateur qui avait gagné l'édition 2011 de la Mini Transat sur son précédent prototype, le révolutionnaire 747. Sur son nouveau bateau, Ian Lipinski enchaîne les victoires tout au long de la saison dont le Trophée MAP, le Mini Fastnet avec Sébastien Picault et la grande course de l'été Les Sables-Les Açores-Les Sables dont il remporte les deux étapes,, devenant ainsi Champion de France 2016 de course au large en classe Mini.
En début de saison 2017, c'est bis repetita : en duo, il remporte la Lorient Bretagne Sud Mini avec Sébastien Picault, enchaîne en solo avec des victoires éclatantes dans la Pornichet Select 6,50, la Mini en Mai, et le Trophée MAP. Pour la troisième fois, il triomphe également dans le Mini Fastnet, cette fois-ci avec l'architecte du bateau, David Raison avant de gagner confortablement, en solo, chacune des deux étapes de la TransGascogne. Avec 15 courses remportées d'affilée, d'abord en série puis en prototype, il est invaincu depuis plus de deux ans quand est donné à La Rochelle le départ de la Mini Transat 2017, son ultime objectif en classe Mini, dont il est le super favori. L'arrivée de la première étape à Las Palmas, Grande Canarie, donne lieu à un final exceptionnel. Ian Lipinski l'emporte mais ne précède son second, Arthur Léopold-Léger, que de 113 secondes après 10 jours de course. La deuxième étape dont l'arrivée est jugée au Marin, en Martinique, impose un passage par l'archipel du Cap Vert. Elle est émaillée de péripéties qui affectent certains de ses concurrents directs. Tout en gérant sa course avec une certaine retenue, Ian Lipinski termine vainqueur de l'étape avec une avance d'une demi-journée sur le deuxième, Jörg Riechers, qui navigue sur le prototype le plus récemment mis à l'eau, et de près de 24 heures sur Simon Koster dont le prototype est également  plus récent que le 865. Avec ces deux victoires d'étape, Ian Lipinski atteint pleinement son objectif, réalisant l'exploit inédit de conquérir la Mini Transat en prototype après l'avoir gagnée en série,,,,. Il emporte du même coup sa seizième victoire d'affilée en classe Mini 6.50, invaincu en 2017 comme en 2016 sur le Maximum (nom de baptême du 865), un prototype qu'il qualifie de "Mini le plus fou jamais construit". Il conserve également son titre de Champion de France de course au large en classe Mini.

### Class40

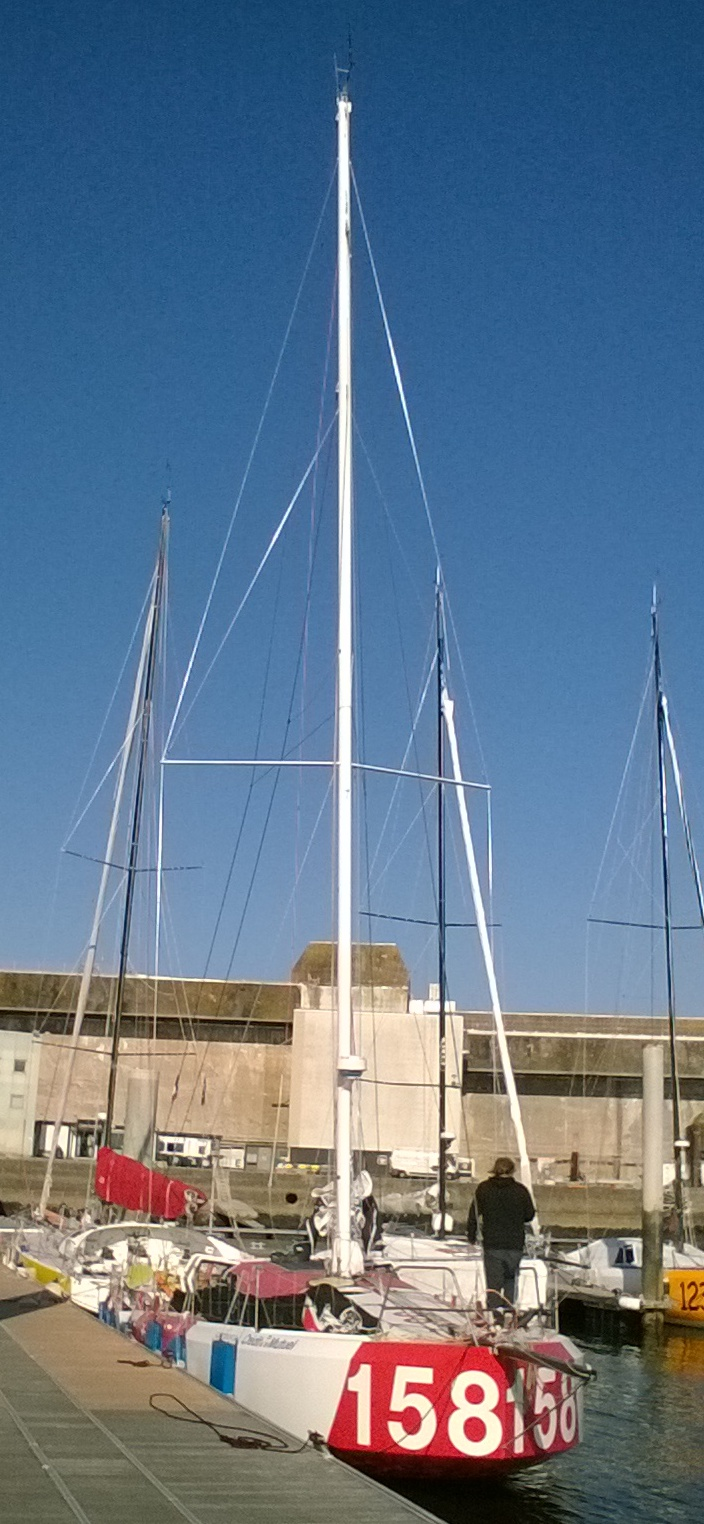
Le scow Class40 Crédit mutuel.

Désormais partenaire du Crédit Mutuel Alliance Fédérale, Ian Lipinski demande à l'architecte naval David Raison de transposer en 40 pieds le concept de "scow", bateau spatulé à étrave ronde, qu'il avait appliqué avec succès en classe Mini. Mis à l'eau juste avant le départ de la Transat Jacques-Vabre 2019, le Class40 Crédit Mutuel étonne par ses lignes originales. Ian Lipinski décrit ainsi cette innovation majeure : « David a dessiné un bateau extrêmement roqué, à contrario des idées actuelles qui font dessiner des bateaux très plats. » Avec Adrien Hardy, Ian Lipinski remporte cette course au cours de laquelle ils pulvérisent le record de la distance parcourue en 24 heures avec un Class40. Puis il améliore en solitaire le meilleur temps détenu sur le Tour des îles britanniques. En duo avec Ambrogio Beccaria, il améliore encore en 2021 le record des milles parcourus en 24 heures et en 2022 gagne la Normandy Channel Race. En 2023, avec Antoine Carpentier, il remporte le Défi atlantique et termine deuxième de la Normandy Channel Race. En solitaire, il participe à l'édition 2024 de The Transat, la course transatlantique historique qu'il termine à la deuxième place.

## Palmarès sportif

### 2024
- Deuxième de The Transat

### 2023
- Vainqueur du Défi atlantique avec Antoine Carpentier et Rémi Fermin[40]
- Deuxième de la Normandy Channel Race en double avec Antoine Carpentier[38]

### 2022
- Vainqueur de la Normandy Channel Race en double avec Ambrogio Beccaria[37]
- Deuxième des Mille milles des Sables
- Troisième de la 40' Malouine

### 2021
- Troisième de Les Sables-Horta-Les Sables, en double avec Ambrogio Beccaria
- Record de distance parcourue en 24h en Class40 : 428,53 milles à la vitesse moyenne de 17,86 nœuds[2],[41]

### 2020
- En solitaire, établissement du record en Class40 sur le Tour des Îles britanniques : 7 j 17 h 50 min 48 s[36]
- Deuxième de la Normandy Channel Race, en double avec Julien Pulvé

### 2019
- Vainqueur de la Transat Jacques Vabre, catégorie Class40, en double avec Adrien Hardy
- Record de distance parcourue en 24h en Class40 : 415,86 milles à la vitesse moyenne de 17,3 nœuds[42].

### 2018
- Lancement du projet Class40 Crédit mutuel
- Vainqueur de la Volvo Round Ireland Yacht Race, catégorie Class40 comme équipier

### 2017
- Vainqueur des deux étapes de la Mini-Transat, catégorie prototype, La Rochelle - Las Palmas de Gran Canaria - Le Marin : 22 j 23 h 52 min[43]
- Vainqueur de la Transgascogne catégorie prototype (Les Sables d'Olonne - Avilés - Les Sables d'Olonne)
- Vainqueur de la Mini-Fastnet catégorie prototype, avec David Raison
- Vainqueur du Trophée MAP catégorie prototype
- Vainqueur de Mini en Mai catégorie prototype[44]
- Vainqueur de Pornichet Select 6,50 catégorie prototype
- Vainqueur de Lorient Bretagne Sud Mini catégorie prototype, avec Sébastien Picault

### 2016
- Vainqueur du Duo Concarneau Challenge Ino-Rope catégorie prototypes, avec Julien Pulvé
- Vainqueur des deux étapes Les Sables - Les Açores - Les Sables, catégorie prototypes[45]
- Vainqueur de la Mini-Fastnet catégorie prototype, avec Sébastien Picault
- Vainqueur du Trophée MAP catégorie prototype
- Vainqueur de Mini en Mai catégorie prototype
- Vainqueur de Pornichet Select 6,50 catégorie prototype
- Vainqueur de Lorient Bretagne Sud Mini catégorie prototype, avec Davy Beaudart

### 2015
- Vainqueur de la Mini-Transat, catégorie série, Douarnenez-Lanzarote-Pointe-à-Pitre
- Vainqueur des deux étapes de la TransGascogne catégorie série

### 2013
- Vainqueur de la Mini-Fastnet catégorie série, avec Charlie Pinot